# Scybalophagus patagonicus
Scybalophagus patagonicus là một loài bọ cánh cứng trong họ Bọ hung (Scarabaeidae).